# 지안문
지안문(중국어 간체자: 地安门, 정체자: 地安門, 병음: Di'anmen, 만주어: 나이 얼허 오부러 두카)은 베이징의 황성의 북문이다. 자금성의 북쪽에 위치한다. 명나라 때의 명칭은 북안문(北安門)이었으며, 청나라 때에 지안문으로 개명하였다. 청나라 때에 지안문의 서북쪽은 정황기, 동북쪽은 양황기가 각각 관할을 맡았다. 1954년 중화인민공화국 정부는 지안문을 철거하였다.